# Anne Lauber

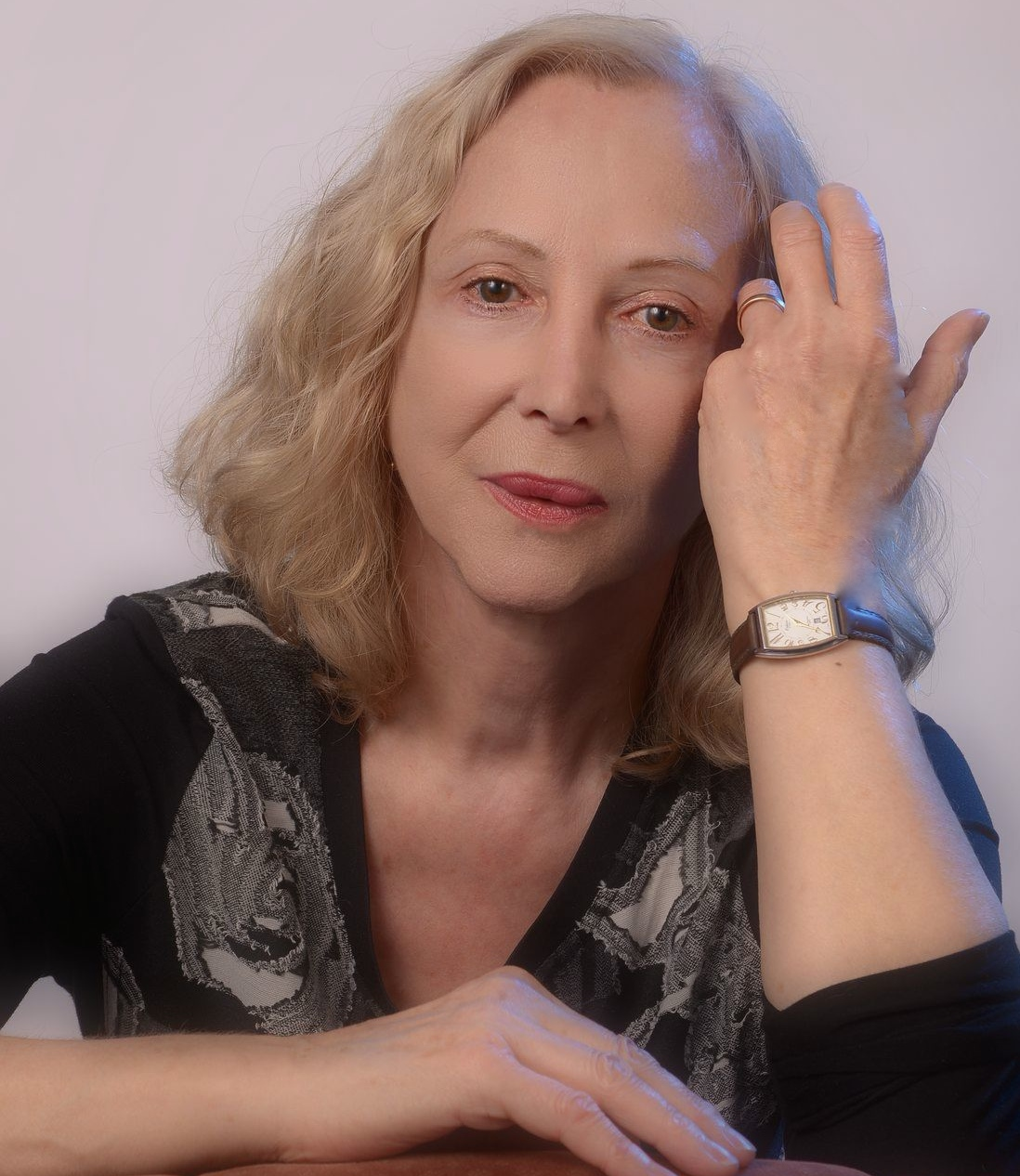
Anne Lauber, 2015

Anne Lauber (* 28. Juli 1943 in Zürich) ist schweizerisch-kanadische Komponistin, Dirigentin und Musikpädagogin für klassische Musik.

## Ausbildung
Anne Lauber erhielt Geigen- und Klavierunterricht. Von 1964 bis 1967 besuchte sie mit einem Stipendium das Konservatorium von Lausanne. Sie studierte sie Kompositionstechniken beim Kodály-Schüler András Kovach und nahm Unterricht bei Jean Perrin und später bei Darius Milhaud. Anschließend zog sie nach Montreal und wurde 1972 in Kanada eingebürgert. Sie nahm von 1973 bis 1977 Privatunterricht bei André Prévost und studierte dann an der Universität Montreal, wo Serge Garant und Prévost zu ihren Lehrern gehörten. Lauber absolvierte 1986 den Master und wurde vier Jahre später promoviert. Von Jacques Clément erhielt sie 1980 Unterricht im Dirigieren.

## Wirken
Anne Lauber hat über den Canada Council for the Arts und das Kulturministerium von Québec zahlreiche Kompositionsaufträge erhalten. Die Canadian Music Competitions gaben 1980 eine Reihe von Werken für verschiedene Instrumente in Auftrag. Ihre symphonische Erzählung Beyond the Sound Barrier / Au-delà du mur du son wurde im November 1983 vom Orchestre Symphonique de Québec in Französisch und vom Toronto Symphony Orchestra in Englisch uraufgeführt. Beim Internationalen Gitarrenwettbewerb in Marl wurde 1985 ihre Arabeske ausgezeichnet. Im folgenden Jahr wurde ihr Oratorium Jesus Christus mit einem Orchester unter der Leitung von Mario Bernardi uraufgeführt.
In den 1980er Jahren schuf Lauber eine Reihe von Stücken für Kontrabass, darunter 1980 das Mouvement pour contrabasse et Piano und 1988 im Auftrag von Gary Karr Three Moods for Double-Bass. Ihre Werke wurden vom Montreal Symphony Orchestra, vom National Arts Centre Orchestra in Ottawa, dem Denver Philharmonic Orchestra und von Rivka Golani aufgeführt. Ihr Sohn Tristan Lauber brachte 2001 ihr zweites Klavierkonzert mit dem Montrealer Kammerorchester zur Uraufführung. Sechs Jahre später war sie Komponistin beim Women in Music Festival der Eastman School of Music in Rochester, NY.
Zu Laubers ersten Engagements als Dirigentin gehörten 1980 die Aufnahme der Filmmusik von L’Affaire Coffin / The Coffin Affair und zwei Jahre später die Uraufführung von Colin-Maillard (Blinde Kuh) mit den Jugendorchestern von Montreal, Anjou und Sherbrooke. Sie dirigierte um 1990 das Jugendorchester von Anjou und in den 2010er Jahren ein Streicherorchester in Sutton. Als Gast dirigierte sie das Orquesta Sinfónica Nacional (OSN) von Mexiko und das Seoul Songpa National Philharmonic Orchestra in Südkorea.
Lauber lehrte an der Université du Québec à Montréal, der Université du Québec à Trois-Rivières, der Concordia University und der Universität Montreal. Sie ist Mitglied der Canadian League of Composers und war von 1988 bis 1992 Präsidentin der Region Québec des Canadian Music Centre. Mit Raymond Daveluy, Rachel Laurin und Alain Payette gründete sie 1995 die Mélodistes indépendants um den Dissonanzen in der zeitgenössischen Musik eine ästhetische Perspektive mit klaren Melodien und Rhythmen gegenüber zu stellen.

## Werke (Auswahl)
Laubers Musik zeichnet sich durch den Wunsch nach ausdrucksstarker Klarheit aus, die in traditionellen Methoden der westlichen klassischen Musik verwurzelt ist.

### Orchester
- Divertimento (1970)
- Poème pour une métamorphose (1978)
- Osmose (1980)
- Colin-Maillard (1982)
- Concerto Three Moods for Doublebass (1988)
- Ouverture canadienne (1989)
- Circus (1999)
- Concerto pour piano no 1 (1988)
- Concerto pour piano no 2 (2001)
- Concerto pour piano no 3 (Nicolosi concerto, 2012)
- Arirang concerto (2014)

### Schauspiel
- Au-delà du mur du son / Beyond the Sound Barrier (1983)

### Kammermusik
- Mouvement pour alto et piano (1979)
- Mouvement pour violoncelle et piano (1980)
- Piano quartet (1988)
- Suite pour quatuor à cordes (1991)
- Arabesque pour guitare solo

### Klavier
- Cinq pièces pour orgue (1978)
- Le Petit prince (1979)
- Monologue (1980)
- Scherzo (1989)
- Mini cirque (2000)

### Chor, Gesang
- Trois poèmes de Monika (1976)
- Quatre mélodies (1979)
- Contrastes (1980)
- La joue de la poupée (1982)
- Jesus Christus (Oratorium, 1984)
- Requiem (1989)
- Chants liturgiques (1998)

### Filmmusik
- L’Affaire Coffin (1980)
- Marie Uguay (1981)

## Diskographie
- L’Affaire Coffin. Orchestre civique de Montréal; Françoise Gélinas, Klavier. (SNE 503)
- Le petit prince. Françoise Gélinas, Klavier; Tristan Lauber, Sprecher. (SNE 503)
- Au-delà du mur du son. Orchestre des jeunes de Montréal, dirigiert von Michel Tabachnik. (SNE 527)
- Fantaisie sur un thème connu. Orchestre des jeunes de Montréal; Tristan Lauber, Klavier. (SNE 527)

## Belege
1. 1 2 3 4 5 6  Evan Ware, Mireille Gagné: Anne Lauber. In:  Encyclopedia of Music in Canada. herausgegeben von The Canadian Encyclopedia, 16. Dezember 2013 (englisch, französisch).

| Personendaten    | Personendaten                                           |
| ---------------- | ------------------------------------------------------- |
| NAME             | Lauber, Anne                                            |
| KURZBESCHREIBUNG | schweizerisch-kanadische Komponistin und Musikpädagogin |
| GEBURTSDATUM     | 28. Juli 1943                                           |
| GEBURTSORT       | Zürich, Schweiz                                         |